# 伍茲湖 (伊利諾伊州皮奧里亞縣)
伍茲湖（英語：Lake of the Woods）是位於美國伊利諾伊州皮奧里亞縣的一個非建制地區。該地的面積和人口皆未知。

## 地理
伍茲湖的座標為40°50′24″N 89°36′18″W / 40.84000°N 89.60500°W，而該地的平均海拔高度為229米（即751英尺）。